# Bodegraven

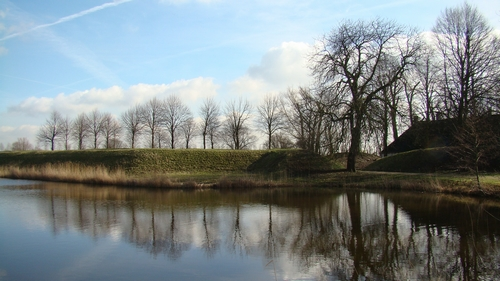
Wickerschans vid Bodegraven.

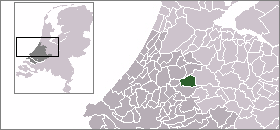
Lägeskarta

Bodegraven är en historisk kommun i provinsen Zuid-Holland i Nederländerna. Kommunens totala area är 38,50 km² (där 1,02 km² är vatten) och invånarantalet är på 19 478 invånare (2004).